# Ermita de Jesús Nazareno (Popayán)
La Ermita de Jesús Nazareno, Santa Barbara y Santa Catalina de Alejandría o simplemente la Ermita de Jesús Nazareno es una iglesia católica tipo ermita ubicada en el Centro histórico de Popayán sobre una parte de la Calle 5 (llamada antiguamente como Calle Real de las Catedrales o de La Ermita) precisamente edificada encima de una elevación que le da predominancia sobre el sector. Considerada como el templo católico más antiguo que se encuentre en pie en esta ciudad.  Desde el siglo XVI este templo fue destinado para impartir la doctrina católica a los indígenas, razón por la cual ha sido entre las iglesias coloniales, la más pobre. 
Desde su establecimiento y edificación (año de 1612) esta intitulada a Santa Bárbara y Santa Catalina de Alejandría (santas populares entre los españoles para evitar los rayos y la muerte súbita) para luego ser dedicada al Amo Jesús Nazareno (1660), considerado uno de los patronos populares de la ciudad especialmente de los indígenas.
Está ubicada sobre una pequeña prominencia en el centro histórico lo que le permite ser visible desde distintos puntos de la ciudad, correspondiendo a un lugar que inicialmente estaba fuera del sector urbano de la ciudad que luego sería poblado. Alcanzando gran importancia en los siglos XVII y XVIII por las celebraciones de Jesús Nazareno y la Semana Santa. Por su costado norte pasa la estrecha calle empedrada de Santa Catalina. La calle que le queda al frente, calle de la Ermita, es la única muestra que se dejó de la ciudad empedrada. 
Pese a la simplicidad de su arquitectura ha soportado diversos sismos y terremotos, manteniéndose en pie y conservando su arquitectura original. Llevándola, incluso a ser en varias oportunidades Catedral pro tempore. Sin embargo, el terremoto del año 1983 logró afectarla pero fue restaurada gracias al Gobierno federal de Alemania. De tal forma que recuperó su originalidad, siendo declarada Monumento Nacional de Colombia por decreto 2248 en el año 1996.

## Historia

### Origen del templo
La capilla original podría datar de los primeros días de fundación de Popayán, si se tiene en cuenta los parámetros de las Leyes de Indias (Libro IV, título VII) sobre fundación de ciudades y la ubicación de templos católicos. Esta normatividad ordenaba ubicar templos en las afueras de la ciudad en lugares visibles para la veneración pública de todos los pobladores. 
Aunque de esta ermita solo se tiene informaciones del año 1612. Siendo edificada en el año 1617 por disposición testamentaria del Capitán Pedro de Velasco, quien había sido su patrón y sindico. Levantada en tapiales de tierra pisada y techo de paja, obra que debió finalizarse en la primera mitad del siglo XVII.  
Para el año 1660 el obispo Vasco Jacinto de Contreras y Valverde autoriza al médico Lorenzo de Mendoza y su esposa María de León la reconstrucción de esta ermita y su intitulación a Jesús Nazareno como patrón, convirtiéndose en el primer templo de esta ciudad en estar dedicado a Jesucristo.
Don Lorenzo de Mendoza quiso también que esta ermita fuera elevada a la categoría de parroquia y se le construyera hospital contiguamente. Así mismo solicitaba trasladar la imagen de Jesús Nazareno a otro templo de la ciudad. Pretensiones que fueron rechazadas por el Rey a través de real cédula del 1 de mayo de 1687. La razón fue que este templo pertenecía a los más pobres y no estaba dentro del sector urbano de la entonces ciudad para ser elevada a categoría parroquial. Además se negó el traslado del Nazareno debido a la veneración y culto que recibía por parte de los habitantes.

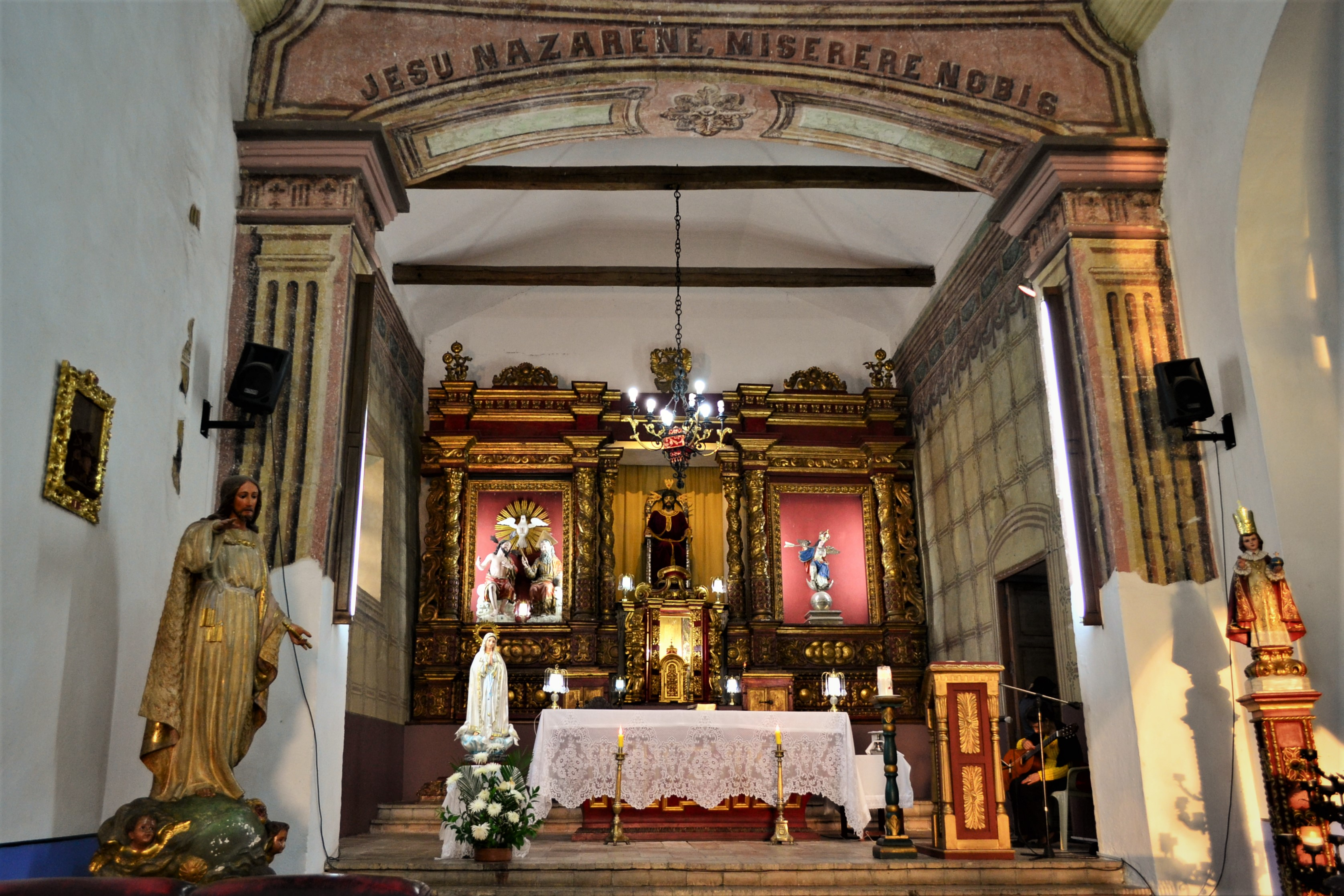
Altar mayor, donde se encuentra ubicada la escultura del Amo Jesús, traída desde Italia en el.

### Catedral pro tempore
Debido a los constantes sismos y terremotos que ha sufrido la ciudad de Popayán, esta ermita fue en distintas ocasiones catedral pro tempore y sede del capítulo catedral hasta que dichas funciones se trasladaron al Templo de San José en 1784.

### Primer cementerio de la ciudad
Desde el año 1786, además de templo doctrinero, fue el primer cementerio de la ciudad. Ubicado adyacente en todo el terreno que hoy es conocido como Loma de Cartagena y  que perteneció inicialmente a Lorenzo de Mendoza. Este lugar estaba destinado para sepultar indígenas y personas pobres de la ciudad. Funcionó como panteón hasta el 27 de enero de 1845, cuando se dio apertura al Cementerio Central de Popayán en el sector de Pandiguando. 
El interior del templo también contaba con bóvedas y osarios pero solo para uso de los españoles y/o patrones o propietarios de las capellanías.

### Modificaciones en elsigloXX
A principios del siglo XX se reformaron el techo y la fachada, especialmente la portada que mostraba la puerta flaqueada por dos pilastras, que fueron unidos con un frontispicio curvo que recibe la ventana. La espadaña se conservó igual, con esquema de arco de triunfo.
La capilla lateral del sur fue echa por el maestro Luis Carlos Valencia Guevara y dedicada a Cristo Rey, siendo inaugurada en 1937 y deteriorada por el terremoto del año 1983. 

### Terremoto del año 1983
El terremoto del 31 de marzo de 1983 que afecto a toda la ciudad de Popayán deterioro severamente los muros y techos de la ermita, igualmente la espadaña quedó suelta y a punto de caer. Lo que obligó a cerrarla hasta su restauración. Obra financiada por el Banco de la República, el Gobierno federal de Alemania y la Gobernación del Cauca.
Durante la restauración se encontró un osario en la cima de los tapiales laterales, posiblemente restos del primer cementerio que tuvo la ciudad en el solar adyacente.

## Cofradías
Una tradición traída desde España, las cofradías coloniales surgieron por la necesidad de los fieles de agruparse en organizaciones en torno a una advocación de su devoción con el fin de promover su veneración, preservar su imagen tutelar y realizar las correspondientes fiestas patronales.
En la Ermita de Jesús Nazareno desde sus etapas más primitivas, fueron fundándose juntas que tuvieron como sede este templo, al mismo tiempo que nuevas devociones llegaban al recinto.
Se tiene constancia de las siguientes cofradías:
- Archicofradía del Amo Jesús Nazareno. (Fundada en el siglo XVI hasta su desaparición en el siglo XIX)
- Cofradía de Santa Catalina y Santa Bárbara. (a que se le atribuye la construcción de la Ermita en 1617)
- Cofradía del Amo Sacramentado. (Corpus Christi)

Lastimosamente la totalidad de las cofradías que algún día contaron con su sede en la ermita en la actualidad ya no existen más, debido a diversos factores como la independencia, la expulsión de las órdenes religiosas de la nación o las guerras civiles que conllevaron la emigración de las familias pudientes.

## Obras de arte

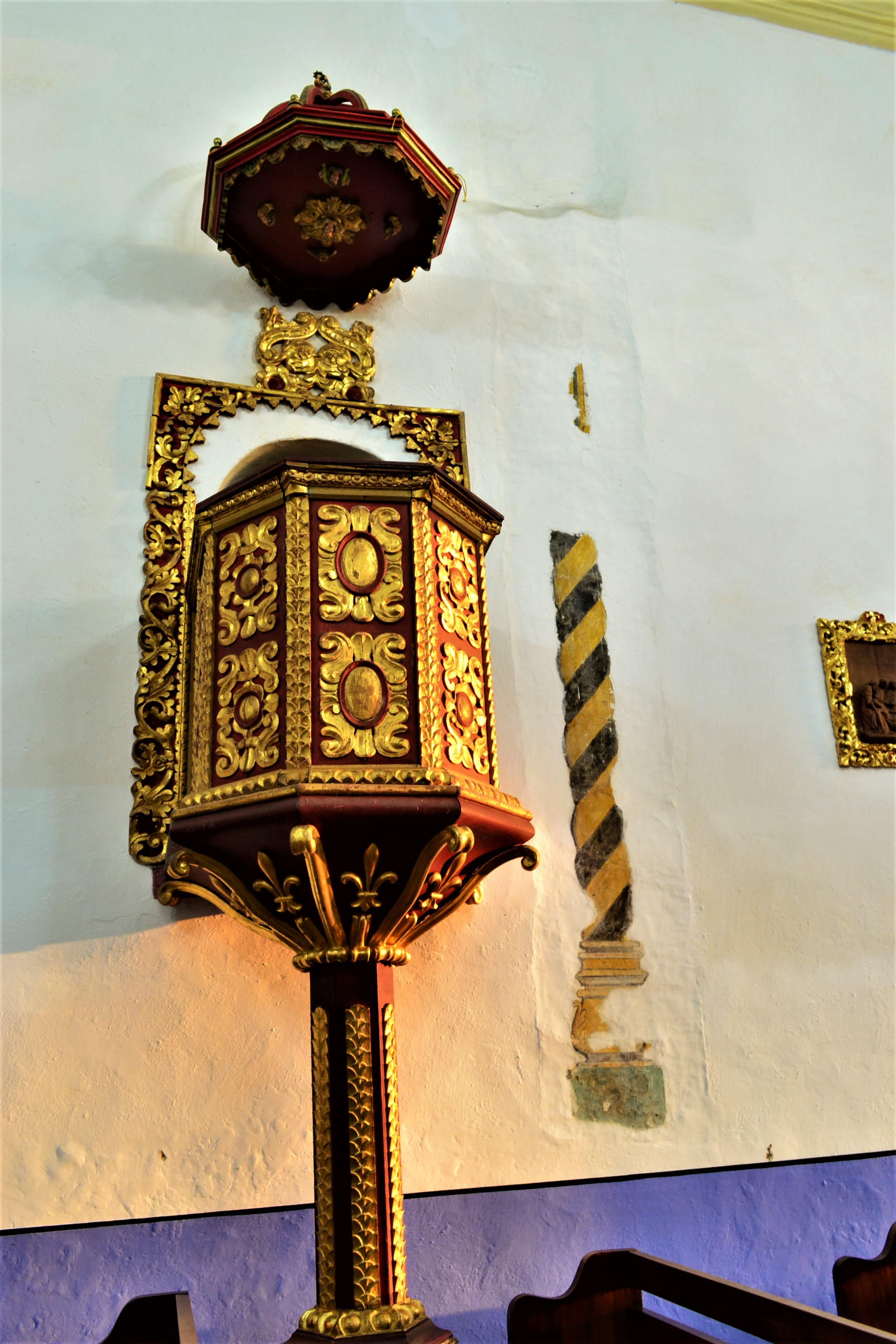
Púlpito de la Ermita. Madera tallada y dorada con pan de oro..

### Escultura y talla
El templo reconocido por sus sencillez y austeridad guarda varios tesoros en cuanto escultura se trata, de los cuales se puede destacar: 
- Amo Jesús Nazareno: (Patrono del templo) imagen traída desde Roma (Italia) en el siglo XVI.

- El calvario de esta iglesia es admirable conformado por el señor crucificado, rodeado por la Virgen Dolorosa y el apóstol san Juan. posiblemente traídos desde Sevilla (España) en el siglo XVI.
- San Agustín: sentado en un sillón de estilo barroco, elaborado en la escuela quiteña durante el siglo XVIII.
- Virgen apocalíptica: Elaborada por Bernardo de Legarda durante el siglo XVIII.
- Santísima Trinidad: elaborado en la escuela quiteña durante el siglo XVIII.

Otro aspecto importante de esta iglesia es el retablo barroco del altar mayor, tallado en madera y coronado por las águilas triunfadoras de Austria (águila bicéfala coronada, símbolos imperiales de la Casa de Austria). Que podría fecharse de finales del siglo XVII. Esta pieza se complementa con el púlpito que también es tallado en madera. 

### Pintura
Debido al poco trabajo de tallas en madera por la ausencia de retablos y altares laterales, el templo fue decorado con pintura mural o frescos que simulan columnas, marcos, retablos y hasta nichos que se complementan con una serie de oleos entre los que se destacan: 
- La inmaculada Concepción
- San Gregorio Magno
- San Matías
- San Agustín

### Orfebrería
En cuanto a joyas el templo es escaso, sin embargo cuenta con algunos elementos valiosos como la custodia de plata dorada con piedras preciosas elaborada en 1788 por el orfebre payanés Francisco Paredes.
De igual forma, las imágenes y esculturas pertenecientes al templo cuentan con potencias y coronas elaboradas en plata y oro. Destacándose la cruz del Cristo en agonía confeccionada en plata repujada.

## Semana Santa
Desde la época de la colonia esta Ermita ha sido sede de las procesiones de Semana Santa de Popayán. Especialmente la procesión del Miércoles Santo que sale desde este templo desde el siglo XIX. 
Por el tamaño de la Ermita varios de los pasos procesionales son guardados en la Iglesia de San Agustín, en el Templo de la Encarnación y en la Catedral Basílica de Nuestra Señora de la Asunción de Popayán, los cuales son integrados a la procesión el mismo Miércoles Santo.